# 社会主义联盟 (澳大利亚)

社会主义联盟标志

社会主义联盟（英語：Socialist Alliance）是澳大利亚的一个极左翼政党。2001年8月，民主社会主义观点、国际社会主义组织及其他6个社会主义组织联合成立该党。2007年6月5日，获得注册政党资格。该党的意识形态是社会主义、反资本主义、生态社会主义、环境保护主义。该党实行集体领导。该党的青年翼是抵抗：青年社会主义联盟。该党的总部位于新南威尔士州悉尼歐迪模。该党的的维多利亚州分支参加选举联盟维多利亚社会主义者。2021年，该党有1650名成员。